# Fabio Castro
Fabio Enrique Castro (nacido el 20 de enero de 1985 en Montecristi) es un lanzador relevista dominicano que se encuentra actualmente dentro de la organización de los Atléticos de Oakland.

## Carrera
Castro fue la primera selección en el de Draft de la Regla 5 de 2005. Fue seleccionado por los Reales de Kansas City, que luego lo canjearon a los Rangers de Texas por el segunda base Esteban Germán. Castro hizo su debut en Grandes Ligas el 6 de abril de 2006 para los Rangers, y fue cambiado a los Filis de Filadelfia en junio de 2006 por el prospecto de ligas menores Daniel Haigwood.
Terminó la temporada 2006 con una efectividad de 1.54.
Castro comenzó la temporada 2007 con Ottawa Lynx, la filial de Triple-A de los Filis. El 26 de abril de 2007, Castro fue llamado de nuevo por los Filis cuando el equipo designó al lanzador Matt Smith para asignación. El 28 de agosto de 2008, Castro fue llamado a filas por los Filis, en sustitución de Andrew Carpenter. Fue enviado a las menores al día siguiente, sin hacer otra aparición.
Castro fue cambiado a los Azulejos de Toronto a finales de la temporada 2008 para completar un canje por Matt Stairs.
Castro firmó un contrato de ligas menores con los Medias Rojas de Boston el 7 de diciembre de 2009.
Castro fue designado para asignación el 29 de junio de 2010 para dar cabida al recién adquirido Eric Patterson.
Castro firmó un contrato de ligas menores con los Marineros de Seattle para la temporada 2011.
El 6 de enero de 2012, Castro firmó un contrato de ligas menores con los Atléticos de Oakland.

## LVBP
EN LA LVBP Castro juega con los Navegantes del magallanes